# Колдуэлл, Стивен
Сти́вен Ко́лдуэлл (англ. Steven Caldwell; 12 сентября 1980, Стерлинг, Шотландия) — шотландский футболист, защитник.
Выступал за английские «Ньюкасл Юнайтед», «Блэкпул», «Брэдфорд Сити», «Лидс Юнайтед», «Сандерленд», «Бернли» «Уиган Атлетик», «Бирмингем Сити», а также канадский «Торонто». Ныне начал карьеру тренера в канадской сборной.

## Клубная карьера

### Ранняя карьера
Колдуэлл родился 12 сентября 1980 года в шотландском городе Стерлинг.
В 1997 году в возрасте 17 лет Стивен вместе со своим младшим братом Гэри отправился в Англию, где стал играть за второй состав «Ньюкасл Юнайтед». Спустя год Колдуэллу-старшему был предложен профессиональный контракт с «сороками», который он подписал 1 августа 1998 года.
Дебют Стивена в официальном матче за «Ньюкасл» состоялся 30 сентября 2000 года, когда в рамках английской Премьер-лиги «Юнайтед» встречался с «Манчестер Сити». В своём втором матче за «сорок», коим стал поединок Кубка Лиги с «Брэдфорд Сити», состоявшийся 1 ноября, Колдуэлл забил свой первый гол в профессиональной карьере, на 71-й минуте игры принеся победу своей команде в этой встрече, которая закончилась со счётом 4:3.
В следующем сезоне Стивен был отдан по месячному арендному соглашению в клуб «Блэкпул», за который сыграл в общей сложности семь матчей, забил один гол, поразив ворота «Сток Сити». В том же футбольном году Колдуэлл дважды отправлялся в краткосрочные ссуды — оба раза в «Брэдфорд Сити».
4 ноября 2002 года Стивен впервые отличился в матче английской Премьер-лиги, нанеся точный удар во встрече с «Мидлсбро».
Но закрепиться в первом составе «Ньюкасла» Стивен не смог, вновь проведя вторую половину сезона 2003/04 в аренде — в «Лидс Юнайтед». Выступая за «павлинов», Колдуэлл забил свой второй гол в чемпионатах Англии, проведя гол в поединке с «Блэкберн Роверс».

### «Сандерленд»
В 2004 году контракт Колдуэлла с «сороками» истёк, и он стал свободным агентом. 28 июня Стивен подписал соглашение с другим клубом графства Тайн и Уир — «Сандерлендом».
10 августа состоялся дебют Колдуэлла в новой команде — шотландский защитник вышел в основном составе на матч против «Кру Александры». Через четыре дня Стивен забил свой первый гол за «чёрных котов», поразив ворота «Куинз Парк Рейнджерс».
23 апреля 2005 года Стивен своим точным ударом на 60-й минуте поединка с «Лестер Сити» принёс победу «Сандерленду» в этой встрече. Этот успех позволил «чёрным котам» досрочно стать победителями Чемпионшипа и завоевать право выступать в Премьер-лиге в следующем сезоне.
Однако футбольный год 2005/06 из-за череды травм для шотландца получился смазанным, и он потерял место в основном составе «Сандерленда». Главный тренер «чёрных котов», Рой Кин, открыто заявил, что готов расстаться с защитником, если на него поступит хорошее предложение. Практически сразу о своём интересе к Колдуэллу заявили клубы «Бернли» и «Ковентри Сити».

### «Бернли»
В январе 2007 года Стивен перешёл в «Бернли», подписав с ланкаширской командой контракт сроком на три с половиной года. Сумма отступных, заплаченная «бордовыми» «Сандерленду» составила 200 тысяч фунтов стерлингов, которые могли увеличиться ещё на 200 тысяч в зависимости от выступлений Колдуэлла.
3 февраля шотландский защитник дебютировал за ланаркширцев в матче с «Куинз Парк Рейнджерс».
Вскоре после прибытия на «Терф Мур» Стивен был избран капитаном команды. Болельщики также сразу полюбили шотландца за его преданность игре и бескомпромиссность на футбольном поле.
В сезоне 2008/09 «Бернли» завоевал путёвку в Премьер-лигу. Одним из творцов победы стал лидер обороны Колдуэлл, который сыграл в этом футбольном году 57 матчей, забил два мяча — в ворота «Престон Норт Энд» и «Плимут Аргайл».
В следующем футбольном году руководство «бордовых» не смогло договориться с капитаном команды по поводу пролонгации его контракта с клубом. 1 июля текущее соглашение Стивена с ланаркширцами истекло, и он покинул «Бернли» на правах свободного агента.

### «Уиган Атлетик»
В конце июня 2010 года в британской прессе появилось интервью шотландца, где он рассказал, что проходит просмотр в «Болтон Уондерерс», по итогам которого будет принято решение о его возможном будущем в стане «странников».
23 августа Колдуэлл подписал годичный контракт с клубом «Уиган Атлетик», воссоединившись, таким образом, со своим младшим братом, Гэри, который является в «Латикс» капитаном команды.
Уже на следующий день Стивен впервые сыграл за коллектив из графства Большой Манчестер в официальном матче, коим стал поединок Кубка Лиги против «Хартлпул Юнайтед». По окончании сезона 2010/11 контракт Колдуэлла с «Уиганом» истёк, и он стал свободным агентом.

### «Бирмингем Сити»
7 июля 2011 года шотландец подписал 2-летний контракт с командой «Бирмингем Сити». 6 августа Колдуэлл дебютировал в составе «синих», проведя полный матч против «Дерби Каунти». 15 августа следующего года Стивен впервые отличился забитым мячом за «Бирмингем», поразив в поединке Кубка лиги ворота команды «Барнет».

### Клубная статистика
| Клуб                       | Сезон                      | Чемпионат | Чемпионат | Кубок | Кубок | Кубок Лиги | Кубок Лиги | Трофей Футбольной Лиги | Трофей Футбольной Лиги | Плей-офф Лиги | Плей-офф Лиги | Еврокубки | Еврокубки | Итого | Итого |
| Клуб                       | Сезон                      | Игры      | Голы      | Игры  | Голы  | Игры       | Голы       | Игры                   | Голы                   | Игры          | Голы          | Игры      | Голы      | Игры  | Голы  |
| -------------------------- | -------------------------- | --------- | --------- | ----- | ----- | ---------- | ---------- | ---------------------- | ---------------------- | ------------- | ------------- | --------- | --------- | ----- | ----- |
| Ньюкасл Юнайтед            | 2000/01                    | 9         | 0         | —     | —     | 1          | 1          | —                      | —                      | —             | —             | —         | —         | 10    | 1     |
| Ньюкасл Юнайтед            | 2001/02                    | —         | —         | —     | —     | —          | —          | —                      | —                      | —             | —             | 3         | 0         | 3     | 0     |
| Ньюкасл Юнайтед            | 2002/03                    | 14        | 1         | —     | —     | 1          | 0          | —                      | —                      | —             | —             | 2         | 0         | 17    | 1     |
| Ньюкасл Юнайтед            | 2003/04                    | 5         | 0         | —     | —     | 1          | 0          | —                      | —                      | —             | —             | 1         | 0         | 7     | 0     |
| Всего за «Ньюкасл Юнайтед» | Всего за «Ньюкасл Юнайтед» | 28        | 1         | 0     | 0     | 3          | 1          | 0                      | 0                      | 0             | 0             | 6         | 0         | 37    | 2     |
| Блэкпул                    | 2001/02                    | 6         | 0         | —     | —     | —          | —          | 1                      | 1                      | —             | —             | —         | —         | 7     | 1     |
| Всего за «Блэкпул»         | Всего за «Блэкпул»         | 6         | 0         | 0     | 0     | 0          | 0          | 1                      | 1                      | 0             | 0             | 0         | 0         | 7     | 1     |
| Брэдфорд Сити              | 2001/02                    | 9         | 0         | —     | —     | —          | —          | —                      | —                      | —             | —             | —         | —         | 9     | 0     |
| Всего за «Брэдфорд Сити»   | Всего за «Брэдфорд Сити»   | 9         | 0         | 0     | 0     | 0          | 0          | 0                      | 0                      | 0             | 0             | 0         | 0         | 9     | 0     |
| Лидс Юнайтед               | 2003/04                    | 13        | 1         | —     | —     | —          | —          | —                      | —                      | —             | —             | —         | —         | 13    | 1     |
| Всего за «Лидс Юнайтед»    | Всего за «Лидс Юнайтед»    | 13        | 1         | 0     | 0     | 0          | 0          | 0                      | 0                      | 0             | 0             | 0         | 0         | 13    | 1     |
| Сандерленд                 | 2004/05                    | 41        | 4         | 1     | 0     | 2          | 1          | —                      | —                      | —             | —             | —         | —         | 44    | 5     |
| Сандерленд                 | 2005/06                    | 24        | 0         | —     | —     | 2          | 0          | —                      | —                      | —             | —             | —         | —         | 26    | 0     |
| Сандерленд                 | 2006/07                    | 11        | 0         | —     | —     | —          | —          | —                      | —                      | —             | —             | —         | —         | 11    | 0     |
| Всего за «Сандерленд»      | Всего за «Сандерленд»      | 76        | 4         | 1     | 0     | 4          | 1          | 0                      | 0                      | 0             | 0             | 0         | 0         | 81    | 5     |
| Бернли                     | 2006/07                    | 17        | 0         | —     | —     | —          | —          | —                      | —                      | —             | —             | —         | —         | 17    | 0     |
| Бернли                     | 2007/08                    | 29        | 2         | 1     | 0     | 2          | 0          | —                      | —                      | —             | —             | —         | —         | 32    | 2     |
| Бернли                     | 2008/09                    | 45        | 2         | 4     | 0     | 5          | 0          | —                      | —                      | 3             | 0             | —         | —         | 57    | 2     |
| Бернли                     | 2009/10                    | 13        | 1         | —     | —     | —          | —          | —                      | —                      | —             | —             | —         | —         | 13    | 1     |
| Всего за «Бернли»          | Всего за «Бернли»          | 104       | 5         | 5     | 0     | 7          | 0          | 0                      | 0                      | 3             | 0             | 0         | 0         | 119   | 5     |
| Уиган Атлетик              | 2010/11                    | 10        | 0         | 2     | 0     | 3          | 0          | —                      | —                      | —             | —             | —         | —         | 15    | 0     |
| Всего за «Уиган Атлетик»   | Всего за «Уиган Атлетик»   | 10        | 0         | 2     | 0     | 3          | 0          | 0                      | 0                      | 0             | 0             | 0         | 0         | 15    | 0     |
| Бирмингем Сити             | 2011/12                    | 43        | 0         | 3     | 0     | —          | —          | —                      | —                      | —             | —             | 6         | 0         | 52    | 0     |
| Бирмингем Сити             | 2012/13                    | 34        | 1         | 2     | 0     | 2          | 1          | —                      | —                      | —             | —             | —         | —         | 38    | 2     |
| Всего за «Бирмингем Сити»  | Всего за «Бирмингем Сити»  | 77        | 1         | 5     | 0     | 2          | 1          | 0                      | 0                      | 0             | 0             | 6         | 0         | 90    | 2     |
| Торонто                    | 2014                       | 23        | 1         | —     | —     | —          | —          | —                      | —                      | —             | —             | —         | —         | 23    | 1     |
| Торонто                    | 2014                       | 21        | 0         | —     | —     | —          | —          | —                      | —                      | —             | —             | —         | —         | 21    | 0     |
| Торонто                    | 2015                       | 1         | 0         | 3     | 0     | —          | —          | —                      | —                      | —             | —             | —         | —         | 4     | 0     |
| Всего за «Торонто»         | Всего за «Торонто»         | 45        | 1         | 3     | 0     | 0          | 0          | 0                      | 0                      | 0             | 0             | 0         | 0         | 48    | 1     |
| Всего за карьеру           | Всего за карьеру           | 368       | 13        | 16    | 0     | 19         | 3          | 1                      | 1                      | 3             | 0             | 12        | 0         | 419   | 17    |

(откорректировано по состоянию на 8 марта 2015)

## Сборная Шотландии
В 2000 году Стивен сыграл две встречи за молодёжную команду Шотландии — против сверстников из Франции и Нидерландов.
В составе первой сборной Шотландии Колдуэлл дебютировал 25 апреля 2001 года, когда «горцы» в товарищеском матче встречались с Польшей. 12 февраля 2003 года, во втором матче за «тартановую армию» Стивен впервые вышел на поле в футболке национальной команды на родной земле — в тот день гостями британцев на глазговском стадионе «Хэмпден Парк» были ирландцы.
На настоящий момент за сборную Шотландии Колдуэлл провёл 12 матчей.

### Матчи и голы за сборную Шотландии
| №  | Дата            | Место                                               | Оппонент          | Счёт | Голы Колдуэлла | Соревнование                                    |
| 1  | 25 апреля 2001  | Стадион имени Здзислава Кшишковяка, Быдгощ, Польша  | Польша            | 1:1  | —              | Товарищеский матч                               |
| 2  | 12 февраля 2003 | «Хэмпден Парк», Глазго, Шотландия                   | Ирландия          | 0:2  | —              | Товарищеский матч                               |
| 3  | 18 февраля 2004 | «Миллениум», Кардифф, Уэльс                         | Уэльс             | 0:4  | —              | Товарищеский матч                               |
| 4  | 30 мая 2004     | «Истер Роуд», Эдинбург, Шотландия                   | Тринидад и Тобаго | 4:1  | —              | Товарищеский матч                               |
| 5  | 13 октября 2004 | Республиканский стадион, Кишинёв, Молдавия          | Молдавия          | 1:1  | —              | Отборочный матч чемпионата мира по футболу 2006 |
| 6  | 17 августа 2005 | Стадион имени Арнольда Шварценеггера, Грац, Австрия | Австрия           | 2:2  | —              | Товарищеский матч                               |
| 7  | 12 октября 2005 | «Арена Петрол», Целе, Словения                      | Словения          | 3:0  | —              | Отборочный матч чемпионата мира по футболу 2006 |
| 8  | 12 ноября 2005  | «Хэмпден Парк», Глазго, Шотландия                   | США               | 1:1  | —              | Товарищеский матч                               |
| 9  | 1 марта 2006    | «Хэмпден Парк», Глазго, Шотландия                   | Швейцария         | 1:3  | —              | Товарищеский матч                               |
| 10 | 12 августа 2009 | «Уллевол», Осло, Норвегия                           | Норвегия          | 0:4  | —              | Отборочный матч чемпионата мира по футболу 2010 |
| 11 | 16 ноября 2010  | «Питтодри», Абердин, Шотландия                      | Фарерские острова | 3:0  | —              | Товарищеский матч                               |
| 12 | 9 февраля 2011  | «Авива», Дублин, Ирландия                           | Северная Ирландия | 3:0  | —              | Кубок наций 2011                                |

Итого: 12 матчей / 0 голов; 4 победы, 4 ничьих, 4 поражения.
(откорректировано по состоянию на 9 февраля 2011)

### Сводная статистика игр/голов за сборную
| Сборная          | Год              | Отборочные матчи ЧМ | Отборочные матчи ЧМ | Финальные матчи ЧМ | Финальные матчи ЧМ | Отборочные матчи ЧЕ | Отборочные матчи ЧЕ | Финальные матчи ЧЕ | Финальные матчи ЧЕ | Кубок наций | Кубок наций | Товарищеские матчи | Товарищеские матчи | Итого | Итого |
| Сборная          | Год              | Игры                | Голы                | Игры               | Голы               | Игры                | Голы                | Игры               | Голы               | Игры        | Голы        | Игры               | Голы               | Игры  | Голы  |
| ---------------- | ---------------- | ------------------- | ------------------- | ------------------ | ------------------ | ------------------- | ------------------- | ------------------ | ------------------ | ----------- | ----------- | ------------------ | ------------------ | ----- | ----- |
| Шотландия        | 2001             | —                   | —                   | —                  | —                  | —                   | —                   | —                  | —                  | —           | —           | 1                  | 0                  | 1     | 0     |
| Шотландия        | 2003             | —                   | —                   | —                  | —                  | —                   | —                   | —                  | —                  | —           | —           | 1                  | 0                  | 1     | 0     |
| Шотландия        | 2004             | 1                   | 0                   | —                  | —                  | —                   | —                   | —                  | —                  | —           | —           | 2                  | 0                  | 3     | 0     |
| Шотландия        | 2005             | 1                   | 0                   | —                  | —                  | —                   | —                   | —                  | —                  | —           | —           | 2                  | 0                  | 3     | 0     |
| Шотландия        | 2006             | —                   | —                   | —                  | —                  | —                   | —                   | —                  | —                  | —           | —           | 1                  | 0                  | 1     | 0     |
| Шотландия        | 2009             | 1                   | 0                   | —                  | —                  | —                   | —                   | —                  | —                  | —           | —           | —                  | —                  | 1     | 0     |
| Шотландия        | 2010             | —                   | —                   | —                  | —                  | —                   | —                   | —                  | —                  | —           | —           | 1                  | 0                  | 1     | 0     |
| Шотландия        | 2011             | —                   | —                   | —                  | —                  | —                   | —                   | —                  | —                  | 1           | 0           | —                  | —                  | 1     | 0     |
| Всего за карьеру | Всего за карьеру | 3                   | 0                   | 0                  | 0                  | 0                   | 0                   | 0                  | 0                  | 1           | 0           | 8                  | 0                  | 12    | 0     |

(откорректировано по состоянию на 9 февраля 2011)

## Достижения
«Блэкпул»
- Обладатель Трофея Футбольной Лиги: 2001/02

 «Сандерленд»
- Победитель Чемпионшипа (2): 2004/05, 2006/07

 Сборная Шотландии
- Серебряный призёр Кубка наций: 2011

## Личная жизнь
Брат Стивена, Гэри, также профессиональный футболист. В настоящее время является главным тренером английского клуба «Уиган Атлетик».